# Kevin Martin (cestista 1983)
Kevin Dallas Martin jr. (Zanesville, 1º febbraio 1983) è un ex cestista statunitense che ha giocato nel ruolo di guardia per tutta la carriera in NBA.

## Carriera

### High school e college (2001-2004)
Ha giocato per la Zanesville High School e ha frequentato il college alla Western Carolina University, dove è migliorato nelle discipline sportive. È al quarto posto di sempre per punti realizzati nella Western Carolina University con 1.838 punti.

### NBA (2004-2016)

#### Sacramento Kings (2004-2010)
È stato chiamato dai Sacramento Kings con la 26ª scelta assoluta nel draft del 2004. Nella stagione 2004-05 ha avuto la media di 2,9 punti, 1,3 rimbalzi e 0,5 assist a partita. L'anno seguente ha mostrato molti miglioramenti, realizzando in media 10,8 punti, 3,6 rimbalzi, e 1,3 rubate. Talvolta è anche partito titolare nella stagione 2005–06, inclusa una partenza come ala piccola dovuta al fatto che Ron Artest era stato sospeso in gara-2 del primo turno della serie dei play-off contro i San Antonio Spurs per un grave fallo (gomitata in testa) su Emanuel Ginóbili.
Quando venne mandato uno spezzone di intervista sulla TNT durante una partita, Martin richiese l'aiuto di Doug Christie per imparare come difendere nella NBA. Si fece inoltre aiutare da Cuttino Mobley per migliorare il suo tiro. Ha giocato dietro le due guardie durante la loro permanenza ai Kings.
Nell'indagine tra i general manager all'inizio della stagione 2006–07, arrivò secondo, con due pari meriti, come giocatore in grado di avere una stagione di grande rilievo rispetto alle precedenti, dietro Dwight Howard degli Orlando Magic.
Ha giocato nel 2005 e nel 2006 nei tornei Zanesville Gus Mackers.
Durante la stagione 2006-07 è entrato tra i migliori realizzatori in NBA, con una media di 20,2 punti a partita con anche 4,3 rimbalzi e 2,2 assist, entrambi career high. È anche stato uno dei migliori tiratori nella lega con il 48,9% dal campo e il 40,8% da dietro la linea dei tre punti (e l'85,2% ai liberi). È arrivato secondo per il premio di NBA Most Improved Player, dietro Monta Ellis.

#### Houston Rockets (2010-2012)
Il 18 febbraio 2010 è stato ceduto ai Houston Rockets in uno scambio a tre squadre (ovvero Houston Rockets, Sacramento Kings e New York Knicks) compreso giocatori come Tracy McGrady e Carl Landry.

#### Oklahoma City Thunder (2012-2013)
Il 27 ottobre 2012 è stato ceduto agli Oklahoma City Thunder insieme con il rookie Jeremy Lamb e due prime scelte al Draft, in cambio del sesto uomo dell'anno precedente James Harden, Cole Aldrich, Daequan Cook e Lazar Hayward.

#### Minnesota Timberwolves (2013-2016)
Il 3 luglio 2013 firma un contratto quadriennale con i Minnesota Timberwolves.

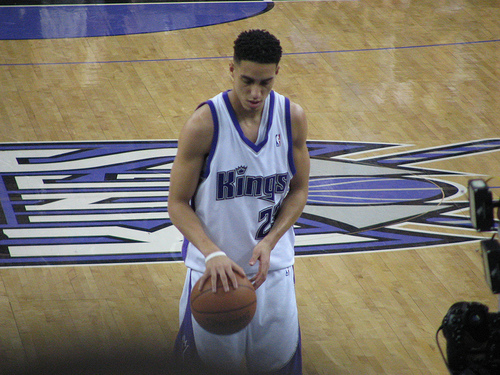
Kevin Martin con la canotta dei Sacramento Kings

Il 29 febbraio 2016, nonostante mancasse ancora un anno alla fine del suo contratto, concorda con la dirigenza dei Timberwolves per essere rilasciato.

#### San Antonio Spurs e ritiro (2016)
Il 10 marzo 2016 firma un contratto fino al termine della stagione con i San Antonio Spurs.
Con gli speroni delle partite restanti della stagione regolare né disputa 16 (solo 1 nel quintetto base) per via della presenza nel suo ruolo di Danny Green ed Emanuel Ginobili. Per questo motivo nei play-off viene impiegato 5 volte (su 10 totali), mai da titolare e con una media di 9,8 minuti a partita.
A fine anno gli Spurs non rinnovano il suo contratto e Kevin rimane free agent.
Il 25 novembre 2016, dopo non essere riuscito a trovare una squadra decide di ritirarsi. Per il suo ritiro Martin ha scritto una lunghissima lettera.

## Statistiche

### College
| Anno      | Squadra        | PG | PT | MP   | TC%  | 3P%  | TL%  | RP  | AP  | PRP | SP  | PP   |
| --------- | -------------- | -- | -- | ---- | ---- | ---- | ---- | --- | --- | --- | --- | ---- |
| 2001-2002 | WCU Catamounts | 28 | 28 | 32,6 | 48,4 | 38,2 | 82,8 | 4,8 | 1,5 | 1,8 | 0,4 | 22,1 |
| 2002-2003 | WCU Catamounts | 24 | 22 | 31,6 | 42,4 | 31,3 | 88,3 | 3,8 | 1,8 | 1,4 | 0,5 | 22,8 |
| 2003-2004 | WCU Catamounts | 27 | 27 | 31,2 | 47,4 | 33,6 | 81,7 | 4,8 | 1,7 | 1,9 | 0,3 | 24,9 |
| Carriera  | Carriera       | 79 | 77 | 31,8 | 46,2 | 34,6 | 84,1 | 4,5 | 1,7 | 1,7 | 0,4 | 23,3 |

### NBA

#### Regular Season
| Anno      | Squadra            | PG  | PT  | MP   | TC%  | 3P%  | TL%  | RP  | AP  | PRP | SP  | PP   |
| --------- | ------------------ | --- | --- | ---- | ---- | ---- | ---- | --- | --- | --- | --- | ---- |
| 2004-2005 | Sacramento Kings   | 45  | 0   | 10,1 | 38,5 | 20,0 | 65,5 | 1,3 | 0,5 | 0,4 | 0,1 | 2,9  |
| 2005-2006 | Sacramento Kings   | 72  | 41  | 26,6 | 48,0 | 36,9 | 84,7 | 3,6 | 1,3 | 0,8 | 0,1 | 10,8 |
| 2006-2007 | Sacramento Kings   | 80  | 80  | 35,2 | 47,3 | 38,1 | 84,4 | 4,3 | 2,2 | 1,2 | 0,1 | 20,2 |
| 2007-2008 | Sacramento Kings   | 61  | 57  | 36,3 | 45,6 | 40,2 | 86,9 | 4,5 | 2,1 | 1,0 | 0,1 | 23,7 |
| 2008-2009 | Sacramento Kings   | 51  | 46  | 38,2 | 42,0 | 41,5 | 86,7 | 3,6 | 2,7 | 1,2 | 0,2 | 24,6 |
| 2009-2010 | Sacramento Kings   | 22  | 21  | 35,2 | 39,8 | 35,5 | 81,9 | 4,3 | 2,6 | 1,0 | 0,2 | 19,8 |
| 2009-2010 | Houston Rockets    | 24  | 22  | 35,8 | 43,5 | 31,0 | 92,4 | 2,9 | 2,3 | 1,0 | 0,1 | 21,3 |
| 2010-2011 | Houston Rockets    | 80  | 80  | 32,5 | 43,6 | 38,3 | 88,8 | 3,2 | 2,5 | 1,0 | 0,2 | 23,5 |
| 2011-2012 | Houston Rockets    | 40  | 40  | 31,6 | 41,3 | 34,7 | 89,4 | 2,7 | 2,8 | 0,7 | 0,1 | 17,1 |
| 2012-2013 | Oklahoma Thunder   | 77  | 0   | 27,7 | 45,0 | 42,6 | 89,0 | 2,3 | 1,4 | 0,9 | 0,1 | 14,0 |
| 2013-2014 | Minnesota T'wolves | 68  | 68  | 32,0 | 43,0 | 38,7 | 89,1 | 3,0 | 1,8 | 1,0 | 0,1 | 19,1 |
| 2014-2015 | Minnesota T'wolves | 39  | 36  | 33,4 | 42,7 | 39,3 | 88,1 | 3,6 | 2,3 | 0,8 | 0,0 | 20,0 |
| 2015-2016 | Minnesota T'wolves | 39  | 12  | 21,4 | 37,7 | 36,9 | 88,0 | 2,1 | 1,2 | 0,4 | 0,0 | 10,6 |
| 2015-2016 | San Antonio Spurs  | 16  | 1   | 16,3 | 35,3 | 33,3 | 93,3 | 1,8 | 0,8 | 0,6 | 0,1 | 6,2  |
| Carriera  | Carriera           | 714 | 504 | 30,2 | 43,7 | 38,4 | 87,0 | 3,2 | 1,9 | 0,9 | 0,1 | 17,4 |

#### Playoffs
| Anno     | Squadra           | PG | PT | MP   | TC%  | 3P%  | TL%  | RP  | AP  | PRP | SP  | PP   |
| -------- | ----------------- | -- | -- | ---- | ---- | ---- | ---- | --- | --- | --- | --- | ---- |
| 2006     | Sacramento Kings  | 6  | 1  | 32,8 | 40,7 | 31,6 | 100  | 5,0 | 0,5 | 0,5 | 0,3 | 13,2 |
| 2013     | Oklahoma Thunder  | 11 | 0  | 29,4 | 38,0 | 37,0 | 90,7 | 3,1 | 1,3 | 0,6 | 0,3 | 14,0 |
| 2016     | San Antonio Spurs | 5  | 0  | 9,8  | 40,0 | 50,0 | 66,7 | 0,8 | 0,6 | 0,2 | 0,0 | 4,4  |
| Carriera | Carriera          | 22 | 1  | 25,9 | 38,9 | 37,0 | 93,3 | 3,1 | 0,9 | 0,5 | 0,2 | 11,6 |